# Marvin Dixon
Marvin Dixon, né le 9 septembre 1983 à St. Andrews (Jamaïque), est un bobeur jamaïcain.
Il a participé aux Jeux olympiques de Sotchi en bob à deux, avec son compatriote Winston Watts, finissant 29e sur 30 concurrents. Dixon était le porte-drapeau de la délégation jamaïcaine.